# The Mask and Mirror
The Mask and Mirror er det femtestudiealbum fra den canadiske singer-songwriter og instrumentalist Loreena McKennitt, der blev udgivet i 1994. Ligesom de øvrige albums af McKennitt er der stærkt af inspireret af hendes rejser, og dette album er særligt inspireret af Spanien og Marokko.
Albummets cover er fremstillet som en collage fra de middelalderlige La Chasse à la licorne-gobeliner.
Det blev certificeret Guld i USA.

## Spor
Loreena McKennitt har skrevet tekst og musik til alle sange, medmindre andet er noteret.
1. "The Mystic's Dream" – 7:40
2. "The Bonny Swans" (lyrics: traditionel, arr. McKennitt, music by McKennitt) – 7:18
3. "The Dark Night of the Soul" (tekst af Johannes af Korset; arr. McKennitt; musik af McKennitt) – 6:44
4. "Marrakesh Night Market" – 6:30
5. "Full Circle" – 5:57
6. "Santiago" (traditionel, arr. McKennitt) – 5:58
7. "Cé Hé Mise le Ulaingt?/The Two Trees" (tekst af W. B. Yeats, musik af McKennitt)[b] – 9:06
8. "Prospero's Speech" (tekst af William Shakespeare, arr. McKennitt, musik af McKennitt) – 3:23

Noter
- "The Mystic's Dream" blev brugt i miniserien The Mists of Avalon fra 2001 og i filmen Jade fra 1995.
- Der blev filmet en musikvideo til "The Bonny Swans"
- "The Dark Night of the Soul" er baseret på digtet "Dark Night of the Soul" af den romersk katolske mystiker, præst og kirkelærer Johannes af Korset.
- "Santiago" er navngivet efter den spanske by Santiago de Compostela, og melodien er baseret på arrangement af sangen "Non é gran cousa se sabe", fra begyndelsen af 1200-tallet nummer 26 af Cantigas de Santa Maria.
- "The Two Trees" har sin tekst fra et digt af William Butler Yeats.
- "Prospero's Speech" er den sidste monolog og epilog af Prospero i William Shakespeares skuespil Stormen.
- "Cé Hé Mise le Ulaingt?" og "The Two Trees" blev begge brugt til soundtracket til Highlander III: The Sorcerer samt "Bonny Portmore" fra hendes tidligere album The Visit (1991).

## Hitlister
| Hitliste (1994)          | Højeste placering |
| ------------------------ | ----------------- |
| Australian Albums Chart  | 21                |
| Dutch Albums Chart       | 54                |
| Germany Albums Chart     | 18                |
| New Zealand Albums Chart | 15                |
| Spanish Albums Chart     | 6                 |
| Swedish Albums Chart     | 25                |
| US Billboard 200         | 143               |
| US World Albums          | 1                 |
| US New Age Albums        | 7                 |

## Fodnoter
1. ↑  enhjørning-gobelinerne
2. ↑  Fegyndelsen på sangen "Cé Hé Mise Le Ulaingt" ("Who am I to Bear It" på irsk). Den blev skrevet og fremførst af Patrick Hutchinson (http://www.patrickhutchinsonirishpiper.com/about.html) på Uilleann pipes. Anden del af sangen er Loreenas version af "The Two Trees." Deraf de to titler.